# Dinara Asanova
Dinara Asanova (russisk: Дина́ра Кулда́шевна Аса́нова) (født 24. oktober 1942 i Moskva i Sovjetunionen, død 4. april 1985 i Murmansk i Sovjetunionen) var en sovjetisk filminstruktør og skuespillerinde.

## Filmografi
- Ne bolit golova u djatla (Не болит голова у дятла, 1974)[2][3]
- Kljutj bez prava peredatji (Ключ без права передачи, 1976)
- Beda (Беда, 1977)
- Zjena usjla (Жена ушла, 1979)
- Patsany (Пацаны, 1983)
- Milyj, dorogoj, ljubimyj, edinstvennyj... (Милый, дорогой, любимый, единственный..., 1984)